# Păunești, Argeș
Păunești este un sat în comuna Ciomăgești din județul Argeș, Muntenia, România.